# Батьківщина-Мати (Київ)
«Батьківщина-Мати» — монументальна скульптура в місті Києві, є найвищою монументальною скульптурою в Європі. Розташована на високому правому березі річки Дніпро, на території Національного музею історії України у Другій світовій війні. Відкрита у 1981 році.
Автор монумента — український скульптор Василь Бородай.
В підніжжі монумента зі східного, зверненого до річки Дніпра боку, розташований Національний музей історії України у Другій світовій війні, а з протилежного, тильного боку — Музей «Становлення української нації».

## Історія

### Назва
Спочатку монумент замислювався як символ не Батьківщини, а Перемоги, проте назва «Батьківщина-Мати» увійшла в ужиток майже одразу ж після зведення.
У розпал російсько-української війни оголосили про наміри перейменувати монумент на «Україна-Мати» до 24 серпня 2023 року — Дня Незалежності України. Однак відповідного офіційного рішення Міністерство культури та інформаційної політики України не ухвалило.

### Проєктування

План конструкції

Перший проєкт «Батьківщини-Матері» розробив ще у 1970-х роках московський скульптор Євгеній Вучетич. За його проєктом, передбачалося вкрити фігуру жінки тонким шаром золота, щоб виблискувала на сонці, а нижче, на схилах, поставити напівоголених велетнів-вояків до 30 м заввишки.
У 1974 році, після смерті Євгенія Вучетича, проєкт узяв на себе український скульптор Василь Бородай, народний художник УРСР і СРСР. Він зробив деякі зміни в проєкті скульптури та розпочав її будівництво. Також допомагали інші скульптори: Фрідріх Согоян і Василь Вінайкін, а також архітектори Віктор Єлізаров, Георгій Кислий, Микола Фещенко.
Спочатку передбачалося, що на постаменті буде підноситись 90-метрова бронзова з позолотою фігура жінки. Біля підніжжя статуї з 30-метрової висоти мав стікати водоспад у Дніпро, з обох боків якого воїни форсували річку.
За словами Микити Кальченка, сина Галини Кальченко, прообразом монументу була не його мати, як багато хто стверджував.

### Спорудження
Металевий каркас виготовлений зі сталі, яку витоплено в Запоріжжі. Метал для цього монумента виготовлено саме в Запоріжжі. Для цього було об'єднано зусилля місцевих підприємств: на «Дніпроспецсталі» виготовили нержавіючі злитки, а в прокатних цехах «Запоріжсталі» — перекочували в листи. У Києві сталеві компоненти збирали в одну конструкцію. В результаті вийшла унікальна за світовими мірками суцільнозварна скульптура, яка входить у перелік найвищих пам'ятників світу, випереджаючи американську статую Свободи.
Скульптуру збирали стометровим краном, який був виготовлений спеціально для цього. Пізніше цей кран демонтували.
Роботу з виготовлення скульптури доручили Київському заводу експериментальних машин, а виготовленням опорних каркасів, транспортуванням й монтажем блоків займався трест «Центростальконструкції». Роботи велися з урахуванням рекомендацій Інституту електрозварювання імені Євгена Патона. Частини скульптури перевозили вночі, щоб не привертати уваги людей.
Зварювальникам монумента «Батьківщина-Мати» платили 50 радянських карбованців на день (велика на той час сума), але оплата відповідала роботі, оскільки зварники обпікали собі очі від такої кількості невпинної роботи. Інженери ж отримували звичайну платню, але були задоволені й тим, що будували одне з «чудес» Києва.
За час монтажу на скульптуру було накладено 30 км зварних швів.
Судячи з геодезичних інструментальних замірів, що проводяться щорічно, монумент «Батьківщина-Мати» повинен простояти понад 150 років. За розрахунками, статуя може витримати навіть землетрус шкалою до 9 балів.
Щоб перевірити стійкість скульптури, 10-метрову копію випробовували на міцність у Москві в найбільшій турбіні СРСР.
Через близькість Великої дзвіниці Києво-Печерської лаври (висота 96,5 м), висоту монумента зменшили до 108 м (початкова висота мала складати 111 м), але через те, що Велика дзвіниця розташована на пагорбі, над рівнем моря «Батьківщини-Мати» на 12 м нижча Великої лаврської дзвіниці.
Відкриття монумента планувалось 9 травня 1980 року, на 35-ті роковини перемоги над Німеччиною, але відбулося лише через рік.
Вартість споруди — 2 млн радянських карбованців (за даними газети Сьогодні) або 12 млн карбованців (за даними краєзнавця Станіслава Цалика).

### Експлуатація
9 травня 1981 року відбулося гучне відкриття споруди, на відкриття стометрового монумента «Батьківщина-Мати», яка стала новим символом Києва, приїхав Генеральний секретар ЦК КПРС Леонід Брежнєв.
У 1987 році над Києвом пронісся сильний ураган, але статуя витримала стихію та залишилася неушкодженою.
Улітку 2002 року було дозволено підйом екскурсантів на майданчики відміткою 36 м і 92 м. Проте після того, як у квітні 2003 року молодий чоловік упав з горішнього майданчика і розбився, доступ для туристів обмежено[джерело?].
У 2009 році почато реставрацію споруди[джерело?].

### Декомунізація

Встановлення Тризуба на монументі «Батьківщина-Мати» (6 серпня 2023)

На початку лютого 2018 року було оголошено про плани проведення декомунізації монументу, в ході якої радянський герб на пам'ятнику буде змінено чи-то зрізанням, чи-то накладанням.
В 2020 році новопризначений голова Українського інститут національної пам'яті Антон Дробович заявив, що демонтаж радянського герба можливий з технічної точки зору і що він сподівається реалізувати цю задачу протягом своєї каденції на посаді. Вже за місяць він повідомив, що знайшлися меценати, які готові профінансувати демонтаж, а також, що суспільство має бути залучено до процесу визначення того, на що слід замінити радянський герб на монументі.
В липні 2022 року мистецтвознавиця та співробітниця музею історії Києва Катерина Липа заявила, що радянський герб на щиті Батьківщина-Мати технічно неможливо демонтувати. Тоді ж за ініціативи Українського інститут національної пам'яті та Міністерства культури й інформаційної політики України було проведено онлайн опитування громадської думки в додатку "Дія" щодо варіантів зміни герба на монументі. В опитуванні взяло участь 778 218 громадян, серед яких 85 % проголосувало за те, щоб замінити герб СРСР на тризуб, 9 % – за те, щоб зняти герб та залишити щит чистим і 6 % висловилися за те, щоб залишити щит у початковому вигляді.
У травні 2023 року розпочалася початкова стадія процесу заміни радянського герба на тризуб. Радянський герб на монументі «Батьківщина-Мати» мав бути демонтований, тож готувалася проєктна документація, щоб зрозуміти, в який спосіб і як найкраще його замінити, які роботи там мають бути проведені.
Міністерство культури та інформаційної політики України й дирекція музею для реалізації проєкту обрали монументаліста Олексія Пергаменщика, учня архітектора Василя Бородая. 18 травня 2023 року скульптор разом з командою розпочали роботу. За його словами, він консультувався з третім президентом України Віктором Ющенком, який особисто допомагав створювати макет, що був наданий на розгляд у Міністерство культури та Кабінет Міністрів України. Під час проєктування використовувалися оригінальні креслення 42-річної давнини.
13 липня 2023 року українська влада офіційно дозволила декомунізацію скульптури. На щиті замість герба колишнього СРСР мав з'явитися тризуб. Міністерство інфраструктури України повідомило, що держінспекція архітектури та містобудування схвалила проєкт реконструкції монументу. Новий герб мала виготовити гірничо-металургійна компанія «Метінвест», в якій повідомили, що монтаж тризубу розпочнеться у липні й закінчиться до 24 серпня 2023 року, коли Україна відзначатиме День незалежності. Вартість проєкту — 28 мільйонів гривень.
Матеріал на тризуб мав надати запорізький металургійний комбінат «Запоріжсталь», але метал підприємства забракував Український інститут сталевих конструкцій імені В. М. Шимановського, який зробив висновки щодо навантаження й аеродинаміки сталевої конструкції. Відповідна інформація з'явилася 25 липня 2023 року на сайті Міністерства культури та інформаційної політики України, з чим не погодилися представники «Запоріжсталі», назвавши висунуті претензії упередженими та безпідставними. Натомість для конструкції використали бельгійський метал, який підходив за товщиною і кольором. Розмір тризуба — 4,5 на 7,5 м, а вага майже така, як і попереднього герба — понад 400 кг або близько 500 кг. Спонсорами проєкту погодилися стати 15 підприємств, зокрема «Нова пошта», Перша приватна броварня та інші. 
30 липня 2023 року герб СРСР з монумента частково демонтовано, його повний демонтаж завершено 1 серпня 2023 року.
6 серпня 2023 року на монумент установлено тризуб.
Обговорювалась можливість запросити на освячення тризуба митрополита Київського і всієї України, предстоятеля Православної церкви України Епіфанія, але гендиректор музею Юрій Савчук був категорично проти.

### Російські удари по інфраструктурі
6 червня 2025 року, в нічний час, Росія завдала комбінованого ракетно-дронового удару по Україні. Один з ударів припав на Київ, унаслідок якого, пошкоджень зазнав фасад Головного корпусу Національний музей історії України у Другій світовій війні. В підніжжі монументу «Батьківщина-Мати» вибуховою хвилею також було вибито скло.

## Сучасна інтерпретація образу монумента
Під час обговорення подальшої долі Батьківщини-Матері у рамках декомунізації висувалися пропозиції демонтувати монумент повністю. Однак вирішили зберегти комплекс, надавши йому інше ідеологічне забарвлення.
На думку монументаліста Олексія Пергаменщика, «Батьківщина-Мати» хоча і замислювалася як монумент, який прославляє радянську державу, водночас відсилає до часу зародження європейського класичного мистецтва. Композиція має риси античної скульптури. На «Батьківщині-Матері» давньоримський хітон. Вона схожа на скульптури з Парфенону — така ж сама зачіска, її стопи сховані під одягом. А пропорції голови до тіла такі ж самі, як у Венери Мілоської. Автор Василь Бородай спеціально їздив у відрядження до Італії вивчати пластичне мистецтво античності. Нарешті, скульптура оздоблена коротким мечем, який давні греки називали акінаком і яким билися з ворогами давні мешканці України.
2023 року з'явилося народне тлумачення образу монумента. Берегиню на Печерських пагорбах почали порівнювати з образом Богоматері Оранти — «Нерушимої Стіни» у Софії Київській.
В ході російсько-української війни знову було звернута увага, що «Батьківщина-Батьківщина-мати» обернена не на захід, звідки прийшли гітлерівські окупанти під час Другої світової війни, а на схід, з якого з давніх часів нападали на українські землі різні вороги — монголи 1240 року, більшовики 1918 року, російські загарбники з 2014 року. Ще під час відкриття пам'ятника народився анекдот, що нібито радянський лідер Леонід Брежнєв з подивом спитав українського очільника Володимира Щербицького, чому українка підійняла меч на Москву. Водночас Віктор Єлізаров, один з авторів, згадував, що у Києві дійсно існували побоювання такого сприйняття монумента московським керівництвом ще на стадії його проєктування у 1974 році.
29 липня 2023 року генеральний директор Національного музею історії України у Другій світовій війні Юрій Савчук заявив, що до 24 серпня монумент «Батьківщина-Мати» планували перейменувати на «Україну-Мати». Вчена рада музею передала відповідне рішення на затвердження Міністерству культури та інформаційної політики. Однак урядовці зволікали впродовж місяця, так і не спромігшись вчасно завершити справу. 27 серпня виконувач обов'язків міністра Ростислав Карандєєв без пояснення причин лише констатував, що офіційного рішення щодо перейменування поки немає.
У травні 2024 року голова Українського інституту національної пам'яті Антон Дробович заявив, що рішення про перейменування монумента було поспішним. Окрім того, не відбулося належного обговорення із фахівцями.

## Характеристики
- Загальна висота монумента з постаментом — 102 м.
- Висота скульптури «Батьківщина-Мати» (від п'єдесталу до кінчика меча) — 62 м.
- В одній руці статуя тримає 16-метровий меч вагою 9 т, а в іншій — щит розміром 13х8 м з тризубом.
- Вся споруда — суцільнозварна і важить 450 т.
- Сам каркас починається на глибині 17,8 м (від входу в музей), саме на таку глибину йде бетонний колодязь діаметром 34 м.
- На щиті «Батьківщина-Мати» є оглядовий майданчик.
- В середині скульптури розташовані два ліфти: Один з ліфтів підіймається з дев'ятьма зупинками до самої «голови» «Батьківщини-Мати», в якій є люки й технічні майданчики. Можна піднятися в «руку» з щитом і в іншу — з мечем. Там теж є монтажні майданчики[35].
- На найвищій точці меча є спеціальний пристрій для гасіння коливань вітрового навантаження.

## Цікаві факти

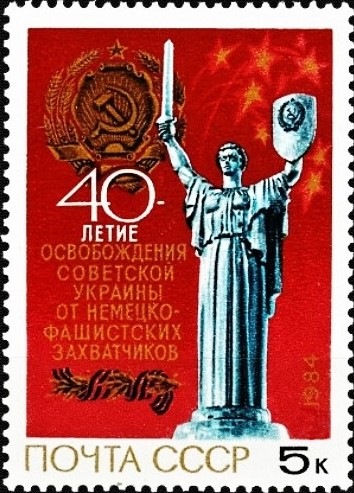
Пам'ятник на радянській марці 1984 року «40-річчя визволення Радянської України від німецько-фашистських загарбників»

- В народі скульптуру («пам'ятник Перемоги») нарекли «Вікторією Петрівною», чим водночас обігрувалося два поняття — латинське за походження слово «Victoria» (Перемога) та ім'я, по батькові дружини генерального секретаря КПРС Леоніда Брежнєва (Вікторія Петрівна Брежнєва, або як він її звав у своїх офіційних мемуарах — «Віка»).
- Лаврентійський пагорб, на якому розташовані музейний комплекс «Національний музей історії України у Другій світовій війні» та монументальна скульптура «Батьківщини-мати», вважається одним із головних геопатогенних місць Києва, однією з трьох «чорних гір» міста. За легендами, цього місця уникають птахи та тварини, а поселення, що зводилися там час від часу, гинули у пожежах і зсувах[36].
- 8 травня 2015 року голову скульптури прикрасили вінком зі стилізованих червоних квіток маку[37]
- Прообразом «Батьківщини-Мати» у 1972 році, за першим проєктом Євгена Вучетича, була художниця Ніна Данилейко[38].
- У листопаді 2021 року на сайті Київської міської ради була зареєстрована петиція з пропозицією переробити монумент у статую Архангела Михайла. Автор петиції вважав, що радянський монумент суперечить політичним та ідеологічним поглядам та вимогам сучасності[39].
- Під монументом Батьківщини-матері є велике приміщення, яке здатне умістити понад 400 осіб[40].
- У створенні тризубу, яким замінили радянський герб на монументі «Батьківщина-мати», особисту участь взяв третій президент України Віктор Ющенко, який особисто допомагав створювати макет, що згодом перетворився на скульптурну форму, — про це в ексклюзивному інтерв'ю повідомив автор тризубу Олексій Пергаменщик[41].
- 16 листопада 2023 року, платформа United24 запустила спільний проєкт з LEGO Creators, у межах якого створено конструктори у вигляді трьох архітектурних пам'яток України, які можна отримати лише за благодійний внесок. В тому числі, у межах проєкту #LEGOwithUKRAINE — представлена київська «Батьківщина-мати»[42][43].

## Відвідування
Монумент і експозиції Головного корпусу Музею працюють у будні з 10:00 до 19:00 (каса відкрита з 10:00 до 18:30), на вихідних - з 10:00 до 20:00 (каса - до 19:30) . Вхідний квиток в експозицію коштує 70 ₴ для дорослих, 30 ₴ для студентів та 20 ₴ для школярів. Додатково оплачується оглядова екскурсія. Докладніше про розцінки та можливості для відвідування можна прочитати на офіційному сайті музею.
У монументі відкриті для відвідування два оглядових майданчики. Один — «Краєвид» — розташовується на висоті 36,6 м навколо підніжжя постаті-скульптури. Зі східного та західного боків встановлені військові біноклі для оглядання навколишнього міста. Другий, «Екстрим», розташований на рівні 91 м над підніжжям та працює за умов гарної погоди.
Обидва оглядові майданчики працюють з  будні з 10:00 до 19:00 (каса відкрита з 10:00 до 18:30), на вихідних - з 10:00 до 20:00 (каса - до 19:30).

### Музей
20 жовтня 2023 року в Києві відкрили головний корпус Музею війни на території Меморіального комплексу. Відвідувачі музею можуть максимально наблизитися до оновленого монумента «Батьківщина-мати» й роздивитися тризуб, встановлений на щиті скульптури замість «серпа і молота» — символу радянського окупаційного режиму. На гостей Музею чекає декілька виставкових проєктів. Виставка «Загроза з неба» має на меті застерегти українців від небезпеки, яку несуть ворожі безпілотники, націлені на сили оборони, цивільні об'єкти..

## Галерея

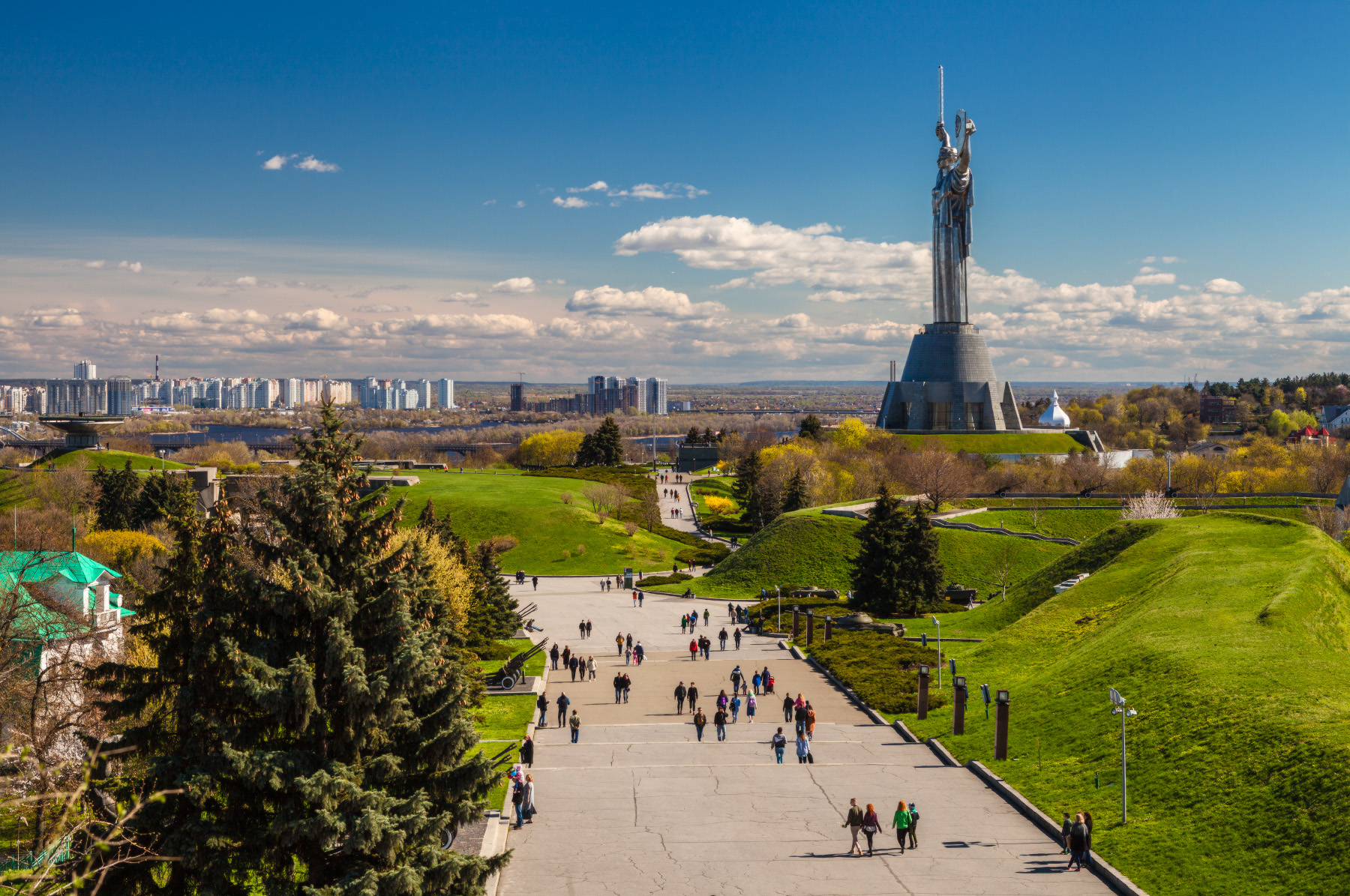
Краєвид меморіального комплексу
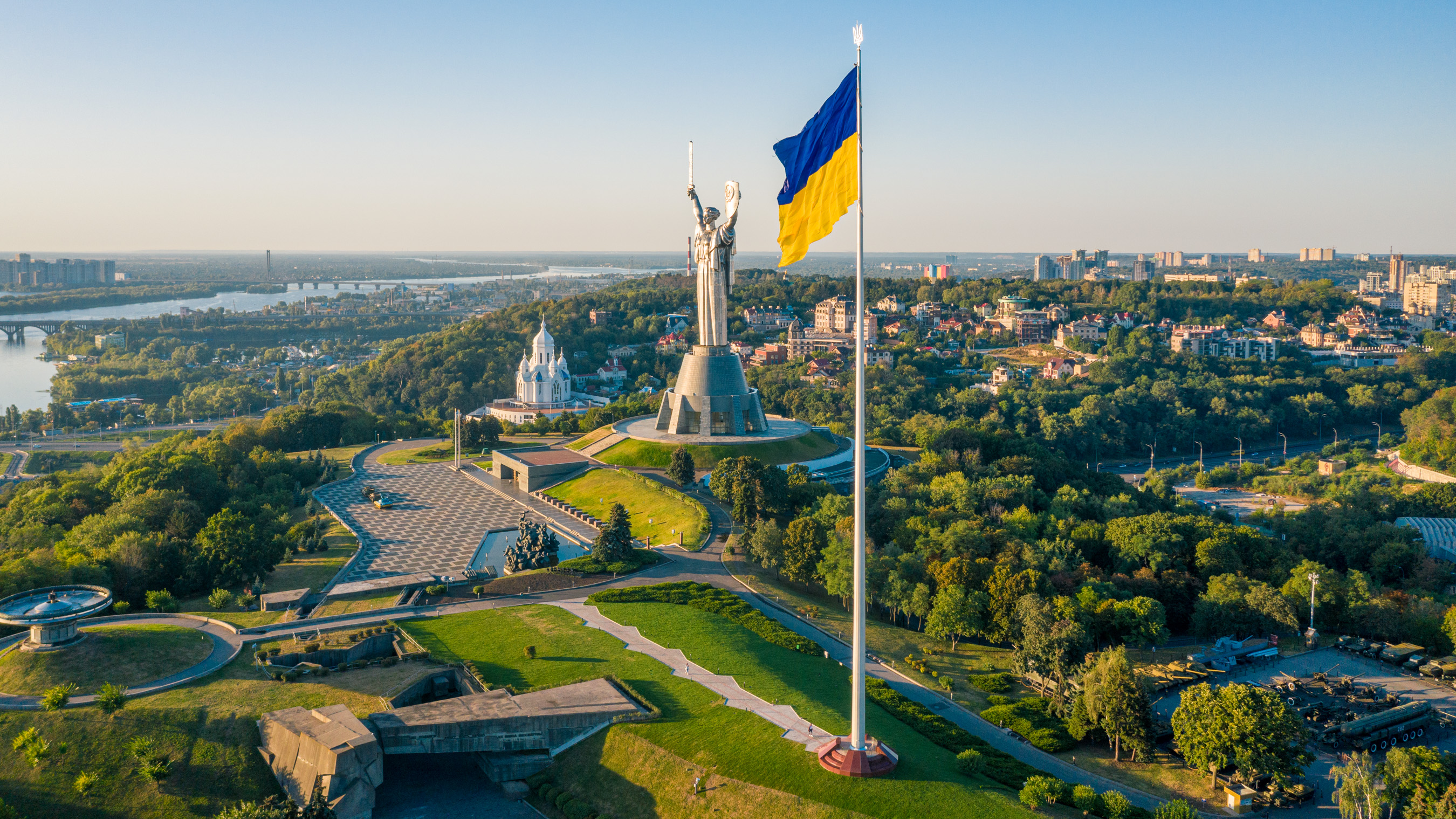
На тлі флагштоку
Аерофотознімок
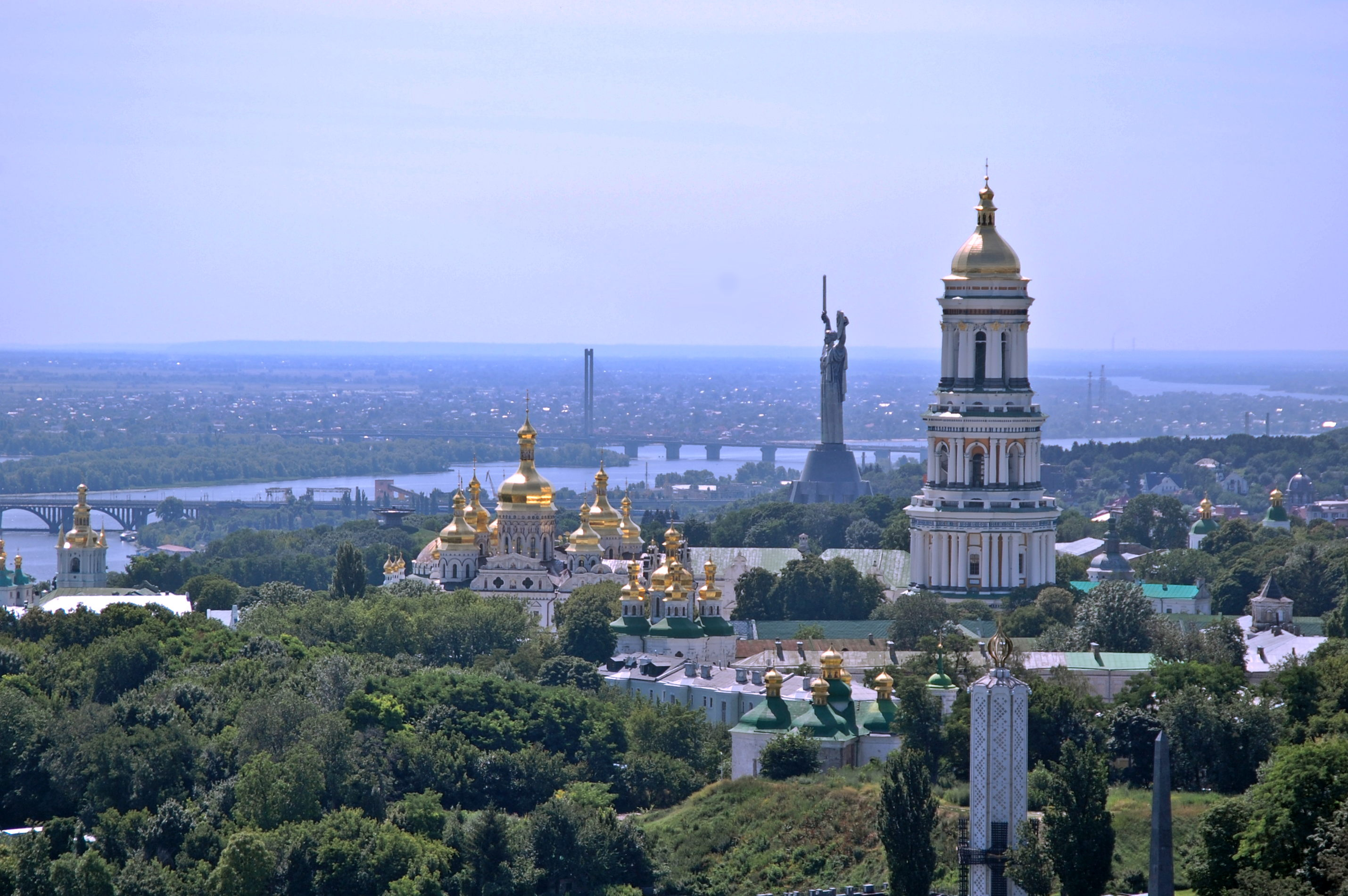
На тлі дзвіниці Києво-Печерської лаври

## Панорама

Панорамний краєвид з оглядового майданчика